# Pretzfeld
Pretzfeld er en købstad (markt) i Landkreis Forchheim i Regierungsbezirk Oberfranken i den tyske delstat Bayern.
Der er en betydningsfuld rokokokirke, St. Kilian, bygget i det 18. århundrede af Johann Jakob Michael Küchel fra Bamberg .

## Geografi
Kommunen ligger i Fränkische Schweiz ved floden Wiesent, og er kendt for sine frugtplantager. Floden Trubach munder ud i Wiesent i kommunen.

### Nabokommuner
Nabokommuner er (med uret fra nord): Ebermannstadt, Gößweinstein, Egloffstein, Leutenbach, Kirchehrenbach, Weilersbach

### Bydele, landsbyer og bebyggelser
| - Altreuth - Eberhardstein - Hagenbach - Hetzelsdorf | - Kolmreuth - Lützelsdorf - Oberzaunsbach - Pfaffenloh | - Poppendorf - Unterzaunsbach - Urspring - Wannbach |